# 다미야마촌
다미야마촌(田水山村)은 이바라키현 니하리군·쓰쿠바군에 일찍이 존재했던 촌이다. 현재의 쓰쿠바시 북동부에 해당한다.

## 역사
- 1889년 4월 1일 - 정촌제 시행에 수반해 쓰쿠바군 다미야마촌이 성립하였다.
- 1955년 2월 1일 - 호조정, 쓰쿠바정, 다이촌, 오다촌과 합병해, 새로운 쓰쿠바정이 성립하여, 동일 다미야마촌은 폐지되었다.
- 1988년 1월 31일 - 쓰쿠바정이 쓰쿠바시에 편입되었다.

## 参考文献
- 가도카와 일본 지명 대사전 8 茨城県